# Hisham Maizar
Hisham Maizar (* 1942 in der Region Jerusalem; † 14. Mai 2015) war ein Schweizer Arzt palästinensischer Herkunft und Präsident der Föderation Islamischer Dachorganisationen in der Schweiz (FIDS), der grössten islamischen Organisation der Schweiz, zu der ungefähr 150 Islam-Zentren gehören.

## Leben
1959 begann Maizar, unterstützt durch ein Stipendium des jugoslawischen Staates, ein Slawistik-Studium in Sarajevo, das er abbrach. Dank eines Mentors konnte er an der Universität Heidelberg ein Medizinstudium beginnen, das er in Innsbruck abschloss. Nach dem Studium arbeitete er am Kreuzspital Chur in der Schweiz. 1980 übernahm er als Facharzt für innere Medizin eine Arztpraxis in Roggwil im Kanton Thurgau.
Neben seinem Amt als Präsident der FIDS sass Maizar auch im Schweizerischen Rat der Religionen und war Präsident des Dachverbandes islamischer Gemeinden der Ostschweiz und des Fürstentums Liechtenstein.
Maizar wurde 1982 in Berg SG eingebürgert und lebte als praktizierender Arzt im Kanton Thurgau. Er war verheiratet mit einer Österreicherin und wurde Vater dreier Kinder.

## Auffassungen
Maizar zählte sich politisch zum bürgerlichen Lager. Ebenso wie Farhad Afshar, der einen konservativen Islam vertritt, unterstützte Maizar die Position, dass für Christen, Hindus, Muslime, Juden etc. verschiedene Teilrechtssysteme gemäß den Religionsschriften gelten sollten. Für Muslime befürwortete er daher auch die Anerkennung "gewisser Teile der Scharia" (ging dabei aber weniger weit als Afshar), jedoch nicht zu diesem Zeitpunkt.